# Paneuropa-Radweg
Der Paneuropa-Radweg ist ein internationaler Fernradweg der Frankreich, Deutschland und Tschechien verbindet.
Der Fernradweg beginnt am Gare de l’Est in Paris und führt über Châlons-en-Champagne, Straßburg, Heidelberg, Nürnberg und Pilsen nach Prag. Die Strecke durch die drei Länder ist 1.537 Kilometer lang (davon 640 Kilometer in Frankreich, 673 Kilometer in Deutschland und 227 Kilometer in Tschechien).

## Geschichte
Bereits im Mittelalter bestand mit der Via Carolina oder Goldenen Straße eine bedeutende Handelsstraße zwischen Nürnberg und Prag. Diese geschichtsträchtige Verbindung greift auch der Fernradweg wieder auf.
Im Jahr 2001 wurde der Fernradweg durch den Landkreis Neustadt an der Waldnaab gemeinsam mit den angrenzenden tschechischen Gemeinden initiiert. Nach der anschließenden Planung und Beschilderung der Route erfolgte Mitte April 2008 in Nürnberg die offizielle Eröffnung der Strecke.

## Streckenverlauf

### Frankreich
Zwischen Paris und Straßburg verläuft der Radweg überwiegend an Schifffahrtskanälen entlang. Häufig radelt man auf asphaltierten oder auf wassergebundenen Fahrbahnen abseits der Straßen unmittelbar neben den Kanälen oder auch auf kaum befahrenen Nebenstraßen.

### Deutschland
Auf dem ersten Abschnitt durch Deutschland geht es ohne nennenswerte Steigungen von Straßburg bis Heidelberg durch das weite Rheintal und anschließend bis Heilbronn durch das enge Neckartal. Ab Heilbronn wird es in den Ausläufern des Mainhardter Waldes und der Waldenburger Berge bis nach Schwäbisch Hall bergig. Ab Schwäbisch Hall folgt die Route für ein kurzes Stück dem Kocher, bis es schließlich steil hinüber zum Jagsttal und über die Frankenhöhe nach Rothenburg ob der Tauber geht. Bis zur Altmühlquelle bleibt es ab Rothenburg ob der Tauber noch bergig, dann geht es überwiegend bergab entlang der Bibert nach Nürnberg. Östlich von Nürnberg steigt der Paneuropa-Radweg wieder allmählich bis Neukirchen an, um dann in ständigem Auf und Ab hinüber ins Naabtal zu wechseln. In Neustadt verlässt der Radweg das Naabtal und verläuft auf der Trasse des Bockl-Radwegs, einer ehemaligen Bahntrasse, nach Eslarn zur tschechischen Grenze am Grenzübergang Tillyschanz.

### Tschechien
In Tschechien ändert der Radweg sein Gesicht. Der Böhmerwald wird auf Waldwegen durchquert, die sich kräftig auf und ab ziehen. Die Wegeführung nimmt wenig Rücksicht auf die Topografie. Der Schwierigkeitsgrad die Passage kann als schwer bzw. als Mountainbikestrecke beschrieben werden. In den Wäldern ist der Wegebelag häufig mangelhaft und es gibt Steigungen auch deutlich über 10 Prozent.
Östlich der Stadt Pilsen verläuft die Route überwiegend auf Nebenstraßen und häufiger durch Felder und Wiesen, bis der Fluss Berounka erreicht wird. Nach wenigen Kilometern wird die Mündung der Berounka in die Moldau erreicht. Entlang von Berounka und Moldau führt der Paneuropa-Radweg bis ins Zentrum von Prag.